# 布拉德利·費烏斯特
布拉德利·費烏斯特（英語：Bradley Fewster；1996年1月27日—）是一位英格蘭足球運動員。在場上的位置是前鋒。他現在效力於英格蘭北部超級聯賽球隊Whitby Town。他也代表英格蘭U16、英格蘭U17、英格蘭U18、英格蘭U19國家足球隊參賽。

## 外部連結
- Middlesbrough F.C. player profile （页面存档备份，存于）
- 足球数据库：布拉德利·費烏斯特的球员统计数据